# Dracula berthae
Dracula berthae é uma espécie de orquídea epífita de crescimento cespitoso cujo gênero é proximamente relacionado às Masdevallia, parte da tribo Pleurothallidinae. Esta espécie é endêmiaca de Boyacá, na Colômbia, onde habita florestas úmidas e nebulosas.
Pode ser diferenciada das espécies mais próximas por sua abundantes e pequenas flores bem abertas, brancas, internamente finamente marcadas por verrugas púrpuras recobertas de pelos, dispostas em espaçamento regular; e sépalas laterais muito maiores que a dorsal.